# Wapen van Angola
Het wapen van Angola weerspiegelt het recente gewelddadige verleden van het land. Centraal in het wapen staat een kapmes gekruist met een ploeg. Verder toont het wapen een tak van de koffieplant (links), een tandwiel (rechts), een gouden ster, een opkomende zon, een open boek en een lint met daarop in het Portugees de officiële naam van het land.
De tak van de koffieplant staat voor de koffieteelt. Het open boek symboliseert onderwijs. Het tandwiel, de gouden ster, het kapmes en de opkomende zon zijn communistische symbolen.  Het tandwiel staat voor de arbeiders van het land en de industrie, het kapmes voor de landbouw(ers) en de gele ster verwijst naar de communistische rode ster. Deze drie symbolen staan ook op de vlag van Angola. De opkomende zon is een symbool voor een nieuw begin.
Algerije · Angola · Benin · Botswana · Burkina Faso · Burundi · Centraal-Afrikaanse Republiek · Comoren · Congo-Brazzaville · Congo-Kinshasa · Djibouti · Egypte · Equatoriaal-Guinea · Eritrea · Ethiopië · Gabon · Gambia · Ghana · Guinee · Guinee-Bissau · Ivoorkust · Kaapverdië · Kameroen · Kenia · Lesotho · Liberia · Libië · Madagaskar · Malawi · Mali · Marokko · Mauritanië · Mauritius · Mozambique · Namibië · Niger · Nigeria · Oeganda · Rwanda · Sao Tomé en Principe · Senegal · Seychellen · Sierra Leone · Soedan · Somalië · Swaziland · Tanzania · Togo · Tsjaad · Tunesië · Westelijke Sahara · Zambia · Zimbabwe · Zuid-Afrika · Zuid-Soedan
Afhankelijke gebieden:
Brits Territorium in de Indische Oceaan · Canarische Eilanden · Ceuta · Melilla · Madeira · Mayotte · Réunion · Sint-Helena · Tristan da Cunha